# Sielsowiet Chożów
Sielsowiet Chożów (biał. Хажоўскі сельсавет, ros. Хожовский сельсовет) – sielsowiet na Białorusi, w obwodzie mińskim, w rejonie mołodeczańskim. Siedziba urzędu mieści się w Chożowie.

## Miejscowości
- agromiasteczka:
  - Chołchło
  - Chożów
- wsie:
  - Adamowicze
  - Bierezowce
  - Biertoszki
  - Brochowszczyzna
  - Brody
  - Bruskowszczyzna
  - Czechy
  - Dranie
  - Gaj
  - Horawiny
  - Izabelin
  - Kopacze
  - Kukowo
  - Kulowszczyzna
  - Łuczeńskie
  - Maciukowszczyzna
  - Moczynowszczyzna
  - Mojsicze
  - Myślewicze
  - Obuchowszczyzna
  - Piekary
  - Rahozy
  - Słobódka
  - Suchoparowszczyzna
  - Szyraje
  - Witkowszczyzna
  - Zadworce
  - Żerłaki
- dawne wsie:
  - Górki
  - Puniszcze
  - Wielkie Sioło[1]